# Canzepchén
Canzepchén är en ort i Mexiko.   Den ligger i kommunen Felipe Carrillo Puerto och delstaten Quintana Roo, i den östra delen av landet, 1 100 km öster om huvudstaden Mexico City. Canzepchén ligger 19 meter över havet och antalet invånare är 227.
Terrängen runt Canzepchén är mycket platt. Runt Canzepchén är det mycket glesbefolkat, med 4 invånare per kvadratkilometer. Närmaste större samhälle är Santa Rosa Segundo, 11,6 km väster om Canzepchén. I omgivningarna runt Canzepchén växer i huvudsak städsegrön lövskog.